# Tapirus pinchaque
Il tapiro delle Ande, Tapirus pinchaque, è la specie più piccola della famiglia dei tapiridi. Viene chiamato anche Sacha Huagra dagli indigeni mentre altri nomi a lui riferiti sono  danta lanuda, danta negra (tapiro nero) e  gran bestia (In lingua spagnola a seconda del paese, Colombia, Ecuador o Perù).

## Caratteristiche
- Lunghezza: 1,8 metri
- Altezza: quasi 1 metro
- Peso: varia da 90 ai 260 kg.
- Lunghezza dei peli: intorno ai 40 mm.

I suoi sensi più sviluppati sono l'odorato e l'udito, sono dotati di una piccola proboscide.
Si nutre delle parti polpose dei vari vegetali, come le bromeliacee, di cui è massimamente ghiotto, delle gemme di Gunnera, delle foglie e dei germogli di Espeletia e dei germogli di bambù beve molto e si bagna spesso.

## Storia
Gli indios che vivevano nella Popoyan, veneravano un animale immaginario: il «pinchaque» (ovvero fantasma, spettro, lupo mannaro). Da questo episodio discende il suo nome scientifico: Tapirus pinchaque.
Nel 1828 il governo francese incaricò François Désiré Roulin di effettuare alcune ricerche topografiche nella zona studiò tale animale riuscendo, dopo averne catturato uno a pubblicare la prima descrizione ufficiale negli Annales des Sciences naturelles, a Parigi, nel 1829. Si trattava, infatti, di una specie sconosciuta, cui dette il nome di Tapirus pinchaque.
Per quanto riguarda il comportamento degli Indios verso tale specie è dubbio: Padre Juan de Velasco (1789) affermava che essendo la carne disgustosa non gli davano la caccia mentre Paul Schauenberg affermava il contrario.

## Distribuzione geografica
Diffuso un tempo nelle regioni andine in tempi recenti la sua diffusione di è limitata nella Colombia a elevate altitudini (sopra i 2000 metri) e quindi nella Cordigliera orientale e centrale, Ecuador nella catena orientale delle Ande, raramente nel Venezuela e nel Perù dove è specie protetta. Dal 1971 venne protetto anche in Ecuador e Colombia e proibita sia la cattura che l'esportazione.
Pochi esemplari sono stati visti nelle montagne di Cimarrones, a sud-est dell'Antisana, a Quilindana (4877 m), nella Cordigliera di Chalupas, a Llanganatis e vicino al vulcano Tungurahua. Durante la prima ascensione del Sangay dal fianco orientale, nel giugno 1966, J. Larrea, di Quito, incontrò impronte di tapiro nella neve, fino a 4700 m di altitudine.
Alcuni suppongono che entro il 2014 tale specie si sarebbe estinta. Si calcola che esistono circa 2.500 esemplari selvaggi al mondo a cui si aggiungono i pochi individui presenti nei vari zoo.
Il primo tapiro delle Ande, che venne esposto in uno zoo era una giovane femmina proveniente dall'Ecuador, che visse dal 26 novembre 1950 al 18 ottobre 1955 nello Zoo di Bronx, a New York. Dal 1967 al 1969, un mercante tedesco catturò ed esportò una trentina di tapiri delle Ande, destinati ad alcuni zoo americani ed europei. Di questi, 6 maschi e 5 femmine solamente risultavano ancora vivi nel 1973, nei giardini zoologici di Brownsville, Baltimora e Los Angeles, negli Stati Uniti, e di Francoforte, Lipsia, Stoccarda e Parigi.
Raramente vengono utilizzati dagli indigeni per i lavori più strani, usato sia come animale da tiro che nella frantumazione della canna da zucchero come era solito fare anche da M. O. Rodriguez, proprietario di una piccola azienda locale.

## Riproduzione
La gestazione dura circa 400 giorni, la femmina procrea un unico cucciolo che pesa dai 5 ai 7 kg. Raggiunge la maturità sessuale intorno ai 3 anni e vive circa 30 anni.

## Biologia e comportamento
Agile e abile nuotatore, capace inoltre di arrampicarsi, anche se goffamente. Se minacciato morde sia i simili che i vari nemici e attacca per difendere i propri piccoli (notato dal naturalista francese Goudot nel 1843).
Generalmente timidi e solitari camminano per ore alla ricerca del cibo.
Il suo habitat prevede paramos andini e delle foreste nebbiose, per sopravvivere crea gallerie di circa 1 m di altezza e 60 cm di larghezza)m. Il naturalista francese Goudot riferiva a questo proposito: «Parecchie volte, percorrendo i boschi con uomini del posto, ho approfittato dei sentieri formati dal passaggio di questi animali, soprattutto nelle zone molto alte, dove un'atmosfera quasi sempre umida e fredda dà all'insieme della vegetazione un carattere particolare. Così, quando un cammino di tapiro delle Ande ("camino de danta") si presentava nella nostra direzione, approfittavamo di questa "strada", come pomposamente la chiamavano gli indigeni».
Quasi sempre tali sentieri sono ricoperti da uno strato di escrementi.